# Róbert Boženík
Róbert Boženík (Terhely, 1999. november 18. –) szlovák válogatott labdarúgó, a Feyenoord játékosa.

## Pályafutása

### Klub
Boženík a szlovák MŠK Žilina labdarúgó-akadémiáján nevelkedett. A felnőtt csapatban 2018. július 28-án mutatkozott be egy FC Nitra elleni bajnoki mérkőzésen. Boženík 2019 novemberéig negyvenhat mérkőzésen tizenhat gólt szerzett eddig a Žilina színeiben bajnoki mérkőzésen.
2020. január 27-én 4,6 millió euróért igazolt a holland Feyenoord csapatába. Február 1-jén debütált a bajnokságban az Emmen csapata ellen csereként. 2021. augusztus 30-án kölcsönbe került egy szezonra a német Fortuna Düsseldorf csapatához.

### Válogatott
Többszörös szlovák utánpótlás-válogatott. A felnőtt válogatottban 2019. június 7-én mutatkozott be egy Jordánia elleni barátságos mérkőzésen.

## Sikerei, díjai
- Peter Dubovský-díj: 2019